# Денисовская (Харовский район)
Денисовская — деревня в Харовском районе Вологодской области.
Входит в состав Разинского сельского поселения, с точки зрения административно-территориального деления — в Разинский сельсовет.
Расстояние по автодороге до районного центра Харовска — 39,5 км, до центра муниципального образования Горы — 4,5 км. Ближайшие населённые пункты — Пауниха, Оброчная, Гороховка, Тарасовская, Курьяновская, Павловская, Мокеевская, Афонинская.
По переписи 2002 года население — 21 человек (9 мужчин, 12 женщин). Всё население — русские.